# Patriot Stadium
Patriot Stadium é um estádio específico para futebol localizado em El Paso, Texas . Foi a casa do clube PDL, El Paso Patriots. O estádio substituiu Dudley Field . Sua capacidade é de cerca de 3.000.